# Локалитет „Зајачак“
Локалитет Зајачак налази се на територији општине Рашка, у селу Кремиће. Представља металуршки комплекс с краја III и почетка IV века.

## Значај
Археолошко налазиште Зајачак налази се у атару села Кремиће, на путу Јошаничка Бања – Брвеник, на западним падинама Кремићких планина, у подножју брда Грачац. На терасасто спуштеној заравни смештен је антички металуршки центар са остацима зиданих објеката, низовима пећи за топљење и објектима за прераду гвоздене и бакарне руде, као и депозитом шљаке. Пећи су кружне основе зидане од редова притесаног камена већих димензија у форми сухозида. У непосредној околини налазишта регистровани су стари рударски радови, од зарушених поткопа до ходника у стени и вертикалних окана. Северно и источно од Зајачка откривене су групе рударских радова које на основу површинских манифестација говоре о величини и замаху старог рударства у овој регији. Археолошко налазиште Зајачак поседује све елементе великог античког рударско-металуршког комплекса Горње Мезије, чиме се афирмишу подаци из писаних извора о ренесанси металургије крајем III и током IV века у источној половини Царства. Археолошко налазиште Зајачак је значајно за проучавање античког рударства и металургије не само Копаоника, него и Централног Балкана. Садржи све елементе битне за реконструкцију технолошко-металуршког поступка у периоду антике.